# Corona (Kalifornia)

Położenie w stanie Kalifornia

Corona – miasto w Stanach Zjednoczonych, w stanie Kalifornia, w hrabstwie Riverside. Około 150 tys. mieszkańców (2007).